# Seminarista

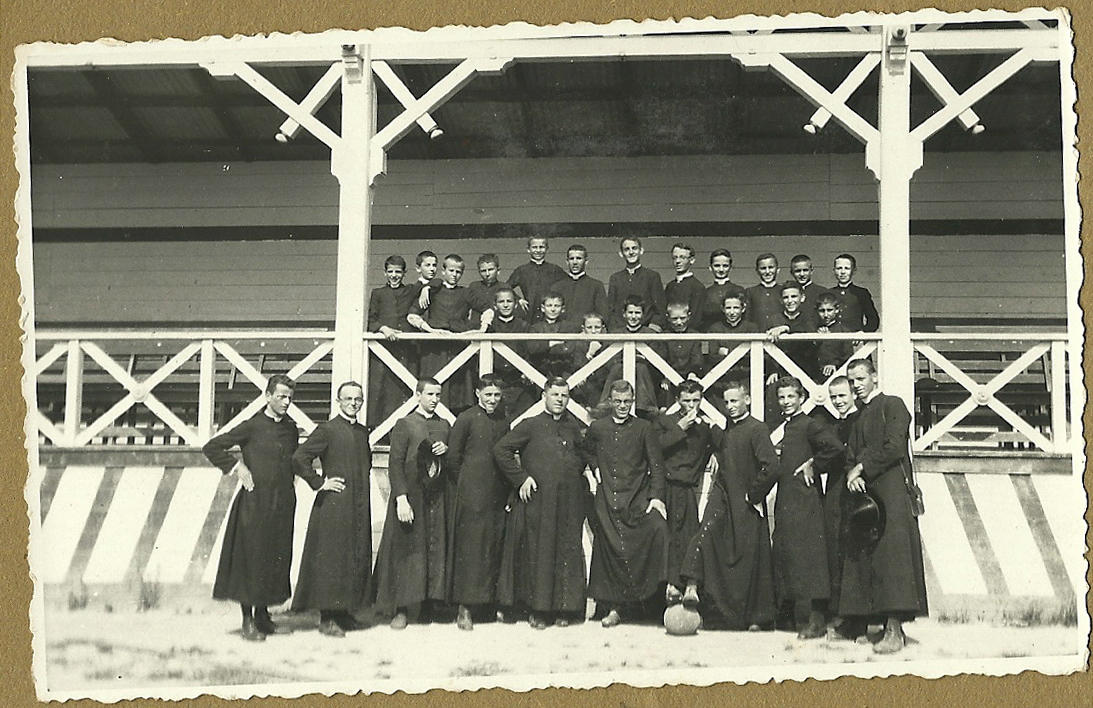

Il seminarista è nella Chiesa cattolica colui che frequenta il seminario per la preparazione spirituale, teologica e umana, in vista dell'ordinazione presbiterale.

## Seminarista minore
Sono definiti seminaristi minori i ragazzi che frequentano il seminario minore e quindi appartenenti alle fasce d'età corrispondenti alla scuola media ed alla scuola superiore. Essi non sono vincolati al proseguimento degli studi teologici presso il seminario maggiore ma frequentando normali corsi di studio e seguendo una modalità di vita comunitaria hanno la possibilità di un primo discernimento vocazionale in vista della scelta di proseguimento o meno. Non sono istituiti di particolari ministeri anche se solitamente prestano servizio come ministranti o catechisti nella propria parrocchia di origine.

## Seminarista maggiore
Sono definiti seminaristi maggiori coloro che vengono accettati a frequentare il seminario maggiore per gli studi teologici (a livello accademico e universitario) e la preparazione spirituale in vista del presbiterato.
Durante il corso di studi (della durata di sei anni) il seminarista maggiore consegue delle precise tappe che caratterizzano il suo itinerario di formazione e che vengono pubblicamente raggiunte durante apposite celebrazioni liturgiche presiedute dal Vescovo. Esse sono:
- Rito di ammissione agli Ordini Sacri (di norma al secondo/terzo anno)
- Lettorato (solitamente al terzo/quarto anno)
- Accolitato (solitamente al quarto/quinto anno)
- Ordinazione diaconale (solitamente al quinto/sesto anno a seguito della quale diventa diacono transeunte e quindi chierico)
- Ordinazione presbiterale (a seguito della quale conclude la formazione e diviene presbitero)

## Attività del seminarista
Scandiscono la giornata del seminarista particolari attività quotidiane quali lo studio (filosofia, teologia, Sacra Scrittura, diritto canonico, storia ecclesiastica, liturgia), la preghiera (Santa Messa, Liturgia delle ore, Adorazione eucaristica, Lectio divina) e il servizio pastorale (catechesi, servizio liturgico, pastorale giovanile).

## Statistiche
La Chiesa cattolica fornisce alcune statistiche sul numero dei seminaristi e delle ordinazioni sacerdotali, che da essi dipendono. Conosciamo solo il numero delle ordinazioni dei sacerdoti diocesani o secolari, mentre la Chiesa cattolica non fornisce i dati sulle ordinazioni dei sacerdoti appartenenti a ordini religiosi.
Per l'Italia si può notare che dopo il vertiginoso calo degli anni '70, il numero dei seminaristi maggiori ha conosciuto una lenta ripresa negli anni '80 e '90, per poi subire un nuovo ridimensionamento nel nuovo millennio. All'andamento dei seminaristi maggiori segue di qualche anno l'andamento delle ordinazioni. In ogni caso il numero di seminaristi e ordinazioni non ha mai più raggiunto quello del finire degli anni '60.
Discorso a parte va fatto per i seminaristi minori, il cui percorso di studi non necessariamente è indirizzato al sacerdozio e che non è necessario per la preparazione al sacerdozio. Lo sfavore verso questo percorso di studi, accentuatosi nel corso degli anni '90, si è arrestato nell'ultimo decennio. Il numero dei seminaristi minori è comunque attestato a numeri molto lontani da quelli dei primi anni '90.
In Italia, nel 2014, i seminaristi maggiori diocesani erano 5.638, compresi quelli provenienti dall'Ordinariato militare e dalla prelatura della Santa Croce e Opus Dei, costituiti da 2.753 seminaristi diocesani e 2.885 religiosi studenti di filosofia e teologia, mentre le ordinazioni di sacerdoti diocesani sono state 405.
| Seminaristi minori e maggiori. Ordinazioni di sacerdoti diocesani in Italia |           |             |                |
| Anno                                                                        | S. minori | S. maggiori | Ord. diocesani |
| 1914                                                                        | -         | 17.750      | -              |
| 1951                                                                        | -         | -           | 826            |
| 1969                                                                        | -         | 10.570      | 740            |
| 1970                                                                        | -         | 10.227      | 698            |
| 1971                                                                        | -         | 9.439       | 619            |
| 1972                                                                        | -         | 8.131       | 558            |
| 1973                                                                        | -         | 6.811       | 499            |
| 1974                                                                        | -         | 6.695       | 467            |
| 1975                                                                        | -         | 6.143       | 425            |
| 1976                                                                        | -         | 5.880       | 389            |
| 1977                                                                        | -         | 5.230       | 388            |
| 1978                                                                        | -         | 5.516       | 431            |
| 1979                                                                        | -         | 5.413       | 373            |
| 1980                                                                        | -         | 5.076       | 347            |
| 1981                                                                        | -         | 4.877       | 347            |
| 1982                                                                        | -         | 5.160       | 355            |
| 1983                                                                        | -         | 5.229       | 344            |
| 1984                                                                        | -         | 5.369       | 391            |
| 1985                                                                        | -         | 5.664       | 387            |
| 1986                                                                        | -         | 6.010       | 465            |
| 1987                                                                        | -         | 6.334       | 500            |
| 1988                                                                        | -         | 6.275       | 526            |
| 1989                                                                        | -         | 6.040       | 431            |
| 1990                                                                        | -         | 6.147       | 492            |
| 1991                                                                        | 7.061     | 6.172       | 547            |
| 1992                                                                        | 6.891     | 6.367       | 533            |
| 1993                                                                        | 6.246     | 6.472       | 506            |
| 1994                                                                        | 5.963     | 6.357       | 512            |
| 1995                                                                        | 5.098     | 6.256       | 533            |
| 1996                                                                        | 4.505     | 6.299       | 528            |
| 1997                                                                        | 4.412     | 6.337       | 494            |
| 1998                                                                        | 4.290     | 6.315       | 485            |
| 1999                                                                        | 3.515     | 6.445       | 556            |
| 2000                                                                        | 3.417     | 6.433       | 527            |
| 2001                                                                        | 3.260     | 6.205       | 492            |
| 2002                                                                        | 2.827     | 5.927       | 502            |
| 2003                                                                        | 2.694     | 6.079       | 456            |
| 2004                                                                        | 2.661     | 5.915       | 454            |
| 2005                                                                        | 2.749     | 5.884       | 443            |
| 2006                                                                        | 2.733     | 5.825       | 473            |
| 2007                                                                        | 3.027     | 5.792       | 395            |
| 2008                                                                        | 2.872     | 5.646       | 398            |
| 2009                                                                        | 2.912     | 5.533       | 405            |
| 2010                                                                        | 2.808     | 5.656       | 416            |
| 2011                                                                        | 2.569     | 5.761       | 408            |
| 2012                                                                        | 2.435     | 5.866       | 376            |
| 2013                                                                        | 1.723     | 5.778       | 376            |
| 2014                                                                        | 1.603     | 5.638       | 405            |
| 2015                                                                        | 1.544     | 5.488       | 342            |
| 2016                                                                        | 1.300     | 5.269       | 336            |
| 2017                                                                        | -         | -           | 308            |